# Chewlucanus muramotoae
Chewlucanus muramotoae là một loài bọ cánh cứng trong họ Lucanidae. Loài này được Araya & Fujioka mô tả khoa học năm 2011.